# Enric I de Reuss-Schleiz (1695 - 1744)
Enric I de Reuss-Schleitz (en alemany Heinrich I von Reuß zu Schleiz) va néixer a Löhma (Alemanya) el 10 de març de 1695 i va morir a la mateixa ciutat el 6 de desembre de 1744. Era fill d'Enric XI de Reuss-Schleiz (1669-1726) i de la comtessa Joana Dorotea de Tattenbach-Geilsdorf (1675-1714).

## Matrimoni i fills
El 7 de març de 1721 es va casar a Gaildorf amb Juliana Dorotea de Löwenstein-Wertheim (1694-1734), filla del comte Eucharus Casimir de Löwenstein-Wertheim (1668-1698) i de Juliana Dorotea de Limpurg-Gaildorf (1677-1734). El matrimoni va tenir tres fills:
- Enric XXII (1722-1723)
- Emília Dorotea (1723-1724)
- Lluïsa (1726-1773), casada amb el príncep Joan August de Saxònia-Gotha-Altenburg (1704-1767).